# Glibenklamid
Glibenklamid (łac. Glibenclamidum) – lek przeciwcukrzycowy, pochodna sulfonylomocznika II generacji. Silnie stymuluje wydzielanie insuliny z komórek trzustki oraz zwiększa wrażliwość tkanek, głównie wątroby na działanie insuliny.

## Farmakokinetyka
Glibenklamid w około 50% wchłania się z przewodu pokarmowego, prawie w 100% wiąże się z białkami osocza. Biologiczny okres półtrwania wynosi około 15 godzin.

## Wskazania
- cukrzyca typu 2
- niektóre postacie cukrzycy wtórnej i skojarzonej

## Przeciwwskazania
- cukrzyca typu 1
- śpiączka cukrzycowa
- kwasica cukrzycowa
- ketonuria
- ostre choroby zakaźne
- rozległe urazy
- zaburzenia czynności wątroby lub nerek

## Działania niepożądane
- nadmierne obniżenie poziomu cukru we krwi
- brak apetytu
- nudności
- gorączka
- skórne reakcje alergiczne

## Preparaty
- Euclamin – tabletki 0,005 g

## Dawkowanie
Doustnie. Dawkę oraz częstotliwość stosowania leku ustala lekarz. Zwykle 2,5–15 mg na dobę w 2-3 dawkach podzielonych.